# Antonín Kokeš
Antonín Kokeš (* 19. srpna 1970 Vyškov) je český podnikatel, spoluzakladatel a v současnosti jediný majitel společnosti Albi, českého vydavatelství deskových her, přáníček, diářů, doplňků a jiných předmětů. V roce 2014 založil síť řemeslných pekáren s názvem Antonínovo pekařství a v roce 2020 vytvořil českou značku sportovního oblečení pro ženy Kinoko. Část svých aktivit věnuje neziskovému sektoru, především projektu Čistá duše a spolupráci s neziskovými organizacemi Green Doors a Člověk v tísni. Mezi jeho další nepodnikatelské aktivity patří mentoringové přednášky pro studenty a dospělé zájemce o podnikání a dále vstup do komunální politiky.

## Mládí a vzdělání
Vyrůstal ve Vyškově v rodině pěti sourozenců, kde chyběla přítomnost otce. Po absolvování základní školy zamířil na vyškovské gymnázium. Po ukončení studia, byl v roce 1989 přijat na Vysokou školu ekonomickou v Praze, obor zahraniční obchod, kterou zakončil v roce 1994. Během podnikání absolvoval studium MBA program na University of Pittsburgh Katz Graduate School of Business.

## Podnikání a přednášky
V roce 1990 si začal Antonín Kokeš se svým spolužákem Jaromírem Kovaříkem přivydělávat prodejem pohlednic s ladovskými náměty. O rok později, v březnu 1991, společně založili společnost Albi, která se zabývá výrobou a prodejem dětských, rodinných, strategických a logických her, dárků a doplňků; v roce 2007 v ní Kokeš získal stoprocentní podíl.
V roce 2014 založil síť řemeslných pekáren. Za prvních osm let fungování bylo v Praze otevřeno celkem pět obchodů pod názvem Antonínovo pekařství společně s nově vzniklým konceptem Chléb a hry kombinujícím pekárnu a herní prostor poskytovaný společností Albi.. V roce 2020 vytvořil českou značku sportovního oblečení pro ženy Kinoko, jejichž produkty jsou šity výhradně v České republice
Na počátku roku 2018 otevřel první cyklus svých přednášek Antonínovy recepty na podnikání s cílem inspirovat účastníky, nastartovat jejich potenciál a odbourat jejich možné obavy z podnikání. Tématu, jak začít podnikat, je částečně věnovaná i jeho kniha napsaná Václavem Mazánkem Můj svět je chléb a hry. Příležitostně přednáší českým středoškolákům v rámci projektu Můžeš podnikat, současně zde působí i jako člen poradního sboru.

## Politická aktivita
V roce 2022 se Antonín Kokeš aktivně zapojil do komunální politiky a stal se spoluzakladatelem PRAHA 2 SOBĚ a je zastupitelem Prahy 2

## Veřejně prospěšné aktivity
Část svých aktivit věnuje neziskovému sektoru, a to především projektu Čistá duše, jehož je zakladatelem; cílem aktivit tohoto projektu je pomoci lidem se schizofrenií vrátit se do aktivního života. Dále dlouhodobě podporuje neziskové organizace Green doors, která pomáhá lidem s duševním onemocněním na cestě zpět do zaměstnání, a Člověk v tísni, s níž mimo jiné spolupracuje ve formě prodeje tzv. skutečných dárků této neziskové organizace v distribuční síti prodejen Albi. Antonín Kokeš je předsedou školské rady ZŠ Slovenská v Praze.

## Osobní život
Kokeš je podruhé ženatý, se svoji současnou manželkou Andreou společně vychovávají jeho tři dcery z prvního manželství Rozálii, Amálii a Julii a dále manželčina syna Vincenta.